# 平時実
平 時実（たいら の ときざね）は、平安時代末期から鎌倉時代初期にかけての公家。桓武平氏高棟王流、権大納言・平時忠の長男。官位は従三位・左中将。讃岐を号す。

## 経歴
仁安元年（1166年）従五位下に叙爵されると同時に越後守に任官する。仁安3年（1167年）従五位上、嘉応元年（1169年）正五位下と昇叙されたのち、嘉応2年（1170年）讃岐守、承安2年（1172年）左近衛少将に任ぜられた。
少将と讃岐守を務めながら、承安3年（1173年）従四位下、安元2年（1176年）従四位上と昇進を続ける。その後、寿永元年（1182年）正四位下、寿永2年（1183年）4月に左近衛中将に叙任される。しかし、同年7月の平家の都落ちに従って解官された。
元暦2年（1185年）3月に壇ノ浦の戦いで捕らえられて京に戻り、5月に周防国への流罪が決まったが、義兄弟となっていた源義経に接近して配所に赴こうとしなかった。11月に義経が源頼朝と対立して京を退去するとこれに同行するが、摂津国大物浦で船が転覆し、離散して京に戻る途上で村上経業の弟・禅師経伊に捕らえられた。
その後、鎌倉に護送され、文治2年（1186年）正月に上総国に配流された。文治5年（1189年）に赦免されて帰京。建暦元年（1211年）には従三位に叙された。建暦3年（1213年）1月29日薨去、頓死であったという。
公家でありながら「心猛き人」と評された。

## 官歴
『公卿補任』による。
- 仁安元年（1166年） 8月27日：叙位（従五位下）、越後守
- 仁安3年（1167年） 6月29日：計歴。8月4日：従五位上
- 嘉応元年（1169年） 4月8日：正五位下（朝覲行幸賞、建春門院御給）。12月30日：解任
- 嘉応2年（1170年） 7月26日：讃岐守
- 承安2年（1172年） 正月23日：左近衛少将（守如元）。正月28日：雑袍
- 承安3年（1173年） 正月5日：従四位下（少将如元）
- 承安4年（1174年） 正月21日：重任
- 安元2年（1176年） 12月5日：従四位上
- 治承元年（1177年） 6月28日：止守
- 寿永元年（1182年） 3月28日：正四位下（臨時）
- 寿永2年（1183年） 4月9日：左近衛中将。8月7日：解官
- 文治元年（1185年） 5月20日：配流周防国
- 文治5年（1189年） 閏4月15日：帰京
- 建暦元年（1211年） 7月28日：従三位
- 建暦3年（1213年） 正月29日：薨去

## 系譜
- 父：平時忠
- 母：不詳
- 妻：吉田経房の娘
  - 男子：平時秀
  - 女子：

## 関連作品
テレビドラマ
- 『新・平家物語』（1972年、NHK大河ドラマ 演：小池正史）